# Janusz Zasłonka
Janusz Romuald Zasłonka (ur. 23 stycznia 1936 w Łodzi, zm. 29 stycznia 2016) – polski kardiochirurg, prof. dr n. med., nauczyciel akademicki.

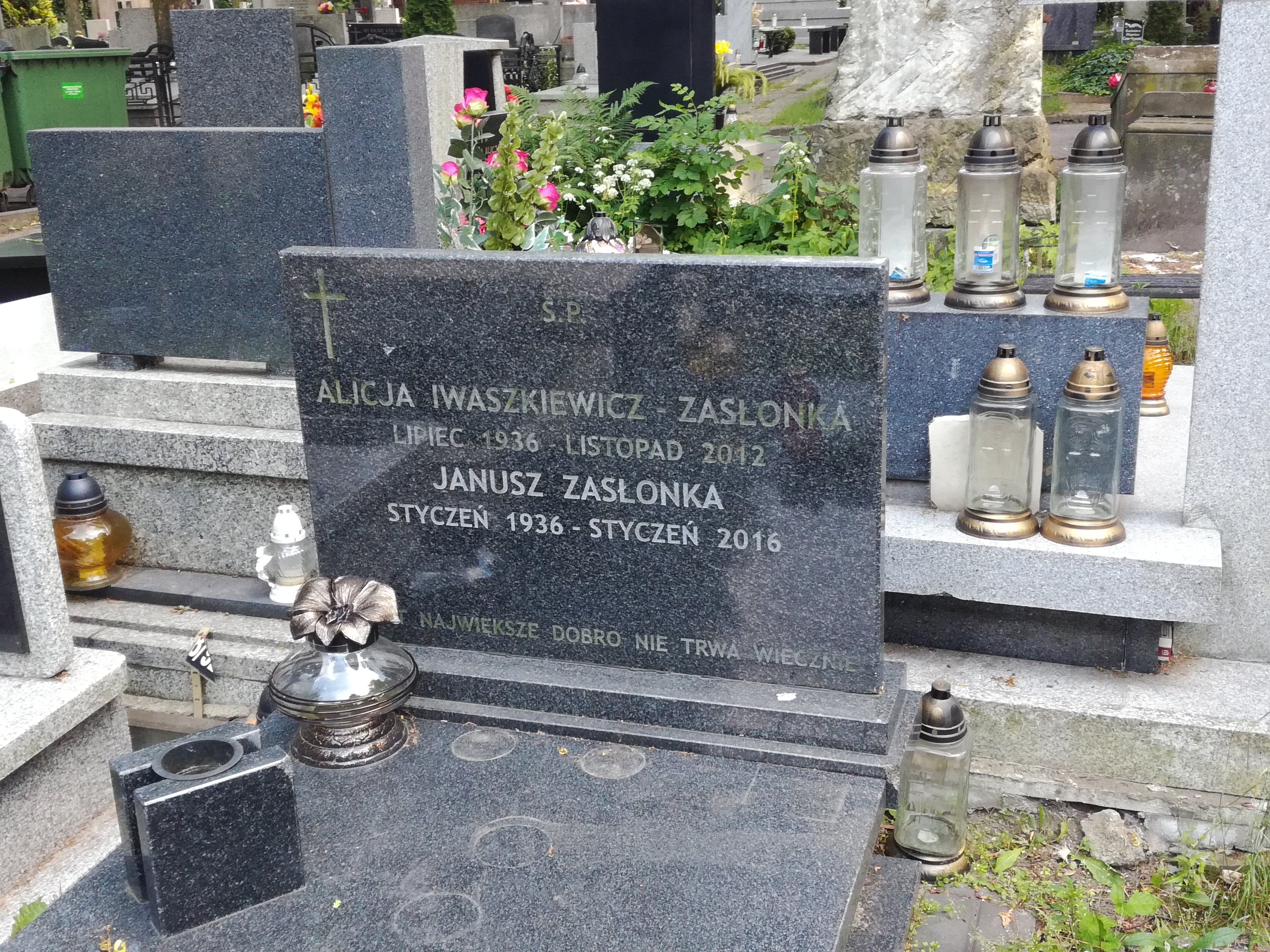
Grób Janusza Zasłonki na Starym Cmentarzu w Łodzi

## Życie i działalność
W 1958 Janusz Zasłonka ukończył studia medyczne na Akademii Medycznej w Łodzi. 
Po studiach w latach 1958-1961 pracował na oddziale Chirurgii Ogólnej Szpitala Miejskiego w Wieluniu. W 1961 uzyskał specjalizację I stopnia z chirurgii ogólnej, w tym roku związany był z Oddziałem Chirurgii Urazowej Szpitala Pogotowia Ratunkowego w Łodzi. Następnie związał się ze Szpitalem Klinicznym nr 3 im. dr. Seweryna Sterlinga w Łodzi. W 1967 obronił pracę doktorską pt. Mediastinoskopia i jej znaczenie diagnostyczne, a 1968 uzyskał specjalizację II stopnia z chirurgii klatki piersiowej. Był asystentem i wieloletnim współpracownikiem prof. Jana Molla. Asystował, między innymi, przy pierwszym w Polsce zabiegu transplantacji serca (1969) oraz przy pierwszej operacji by-passów w krążeniu pozaustrojowym (1970). Rozprawę habilitacyjną pt. Allogenne konserwowane przeszczepy tchawicy w operacjach odtwórczych drzewa tchawiczo-oskrzelowego Janusz Zasłonka obronił w 1981 roku. W 1983 objął funkcję kierownika Kliniki Kardiochirurgii, jako następca prof. Molla. Od 1990 piastował również funkcję dyrektora Instytutu Kardiologii Akademii Medycznej w Łodzi. W 1992 uzyskał tytuł profesora nauk medycznych.
Uroczystości pogrzebowe Janusza Zasłonki odbyły się 2 lutego 2016 na Cmentarzu Starym przy ul. Ogrodowej w Łodzi.

## Życie prywatne
Żoną Janusza Zasłonki była anestezjolog prof. Alicja Iwaszkiewicz-Zasłonka (1936-2012). Mieli dwoje dzieci: córkę Joannę Narbutt i syna Andrzeja Zasłonkę.

## Wybrane publikacje
- Polska skala ryzyka operacyjnego leczenia choroby niedokrwiennej mięśnia sercowego, praca zbiorowa pod red. Janusza Zasłonki, Warszawa : Wydawnictwo Medycyna Plus, 2006, ISBN 83-923874-2-2
- Wybrane zagadnienia z chirurgii serca, naczyń i klatki piersiowej, praca zbiorowa, Janusz Zasłonka, Ryszard Jaszewski, Stefan Janicki, Łódź, 1996
- współautor znaczących opracowań książkowych, m.in.: „Chirurgia kliniczna”, „Chirurgia naczyń wieńcowych”, „Tętniaki aorty brzusznej”